# Jordi Suñé i Martí
Jordi Suñé i Martí (Barcelona, 1922 – 2012), dedicat professionalment a regentar un negoci de joieria, va ser un figura destacada dins el món de l'escoltisme laic.

## Biografia
Acabada la Guerra Civil espanyola, l'activitat escolta fou represa lentament sota el paraigües dels centres excursionistes. En aquest context, el 1946 Jordi Suñé fundà i presidí, en companyia d'Emili Juvé, Emili Julibert, Agustí Tonieti, Assumpció Plana, Miquel Plana, Joan Serrat i Josep Maria Nuix, entre d'altres, la Secció Infantil de l'Agrupació Excursionista Catalunya (amb seu al número 5 de la Plaça del Pi de Barcelona), que a partir del març de 1947 rebé el nom d'Agrupament Escolta Apel·les Mestres. Més tard, s'hi afegí l'agrupament femení Santiago Rusiñol.
Jordi Suñé representà l'agrupament Apel·les Mestres a la reunió del Consell de la Institució Catalana d'Escoltisme celebrat a la Floresta l'abril de 1948, alineat amb els Boy Scouts de Catalunya. El gener de 1949 cessà l'activitat de l'agrupament, com a resultat de les dissensions internes al si del Consell on s'aixoplugava, ara dominat pels agrupaments procedents de Minyons de Muntanya. Alguns dels supervivents fundaren posteriorment l'agrupament Roger de Flor (1950 – 1953) i posteriorment s'integraren a l'agrupament Doctor Robert (1947 – 1970), vinculat a la Unió Excursionista de Catalunya. El 1949, Jordi Suñé impulsà la creació de la Secció Excursionista del Club Deportivo Palma, al si de la qual, el 1971, es constituí un nou agrupament escolta Apel·les Mestres. Ha estat Cap honorari de l'agrupament originari desaparegut i dirigí la comissió organitzadora dels actes de commemoració dels cinquanta anys de la seva creació.

## Fons personal
El seu fons personal es conserva a l'Arxiu Nacional de Catalunya. El fons inclou, principalment, la documentació aplegada i produïda per Jordi Suñé i Martí com a resultat de la seva activitat escolta. S'hi troben alguns escrits del productor relatius a la seva experiència escolta, el butlletí de l'Agrupament Escolta Catalunya que dona notícia del naixement de la secció infantil, materials (dibuixos de camp, plànols, programes, jocs i cançons) per a l'organització d'excursions, una felicitació nadalenca de l'agrupament Apel·les Mestres i diversos butlletins de la Secció Excursionista del Club Deportivo Palma. Així mateix, el fons aplega la documentació corresponent a l'organització de diversos aniversaris de la creació de l'agrupament Apel·les Mestres, així com invitacions a diversos actes i homenatges organitzats per entitats escoltes. Incorpora també com a recursos d'informació diverses monografies, articles, publicacions periòdiques i retalls de premsa produïts per i sobre el moviment escolta. Finalment, destaca pel seu volum i valor testimonial la important documentació fotogràfica que incorpora el fons, testimoni de l'activitat personal del productor (viatge de noces el 1954), de diversos homenatges i commemoracions, però, sobretot, de les excursions i acampades organitzades per l'agrupament entre 1947 i 1949. En el seu conjunt, el fons facilita una aproximació a un exemple particular de l'activitat de l'escoltisme laic reorganitzat durant els primers anys del franquisme.